# Осиновка (Червенский район)
Осиновка (бел. Асінаўка) — деревня в Червенском районе Минской области. Входит в состав Колодежского сельсовета.

## Географическое положение
Находится примерно в 13 километрах к северо-востоку от райцентра и в 75 км от Минска, в 30 км от железнодорожной станции Гродзянка.

## История
В письменных источниках упоминается с XIX века. На 1858 год деревня, насчитывавшая 7 дворов и 49 жителей, относящаяся к имению Ивановск, которое принадлежало помещику Шевичу, и входившая в состав Игуменского уезда Минской губернии. На 1870 год деревня относилась к Юровичской сельской громаде и Юровичскому православному приходу. Согласно переписи населения Российской империи 1897 года, входила в Юровичскую волость, здесь насчитывалось 15 дворов, проживали 122 человека. На 1917 год в деревне было 23 двора и 148 жителей, также отмечено одноименное урочище в 8 дворов, где жили 47 человек. С 20 августа 1924 года, после образования Хуторского и Домовицкого сельсоветов Червенского района (с 20 февраля 1938 — Минской области), деревня оказалась в Домовицком сельсовете, застенок — в Хуторском. Согласно Переписи населения СССР 1926 года в деревне было 22 двора, проживали 159 человек, застенок насчитывал 6 дворов и 46 жителей. В 1930-е годы здесь провели коллективизацию. Во время Великой Отечественной войны деревня была оккупирована немцами в начале июля 1941 года. В окрестностях деревни действовала партизанская бригада «Красное Знамя». На фронтах погибли 30 жителей Осиновки. Освобождена в начале июля 1944 года. 25 июля 1959 года в связи с упразднением Домовицкого сельсовета деревня передана в Колодежский сельсовет. На 1960 год население деревни составляло 120 жителей, 15 человек жили в одноименном посёлке. В 1980-е входила в состав совхоза «Домовицкий». По итогам переписи населения Белоруссии 1997 года в деревне было 34 дома, проживали 62 человека. На 2013 год 12 круглогодично жилых домов, 23 постоянных жителя.

## Население
- 1858 — 7 дворов, 49 жителей
- 1897 — 15 дворов, 122 жителя
- 1917 — 23 двора, 148 жителей + 8 дворов, 47 жителей
- 1926 — 22 двора, 159 жителей + 6 дворов, 46 жителей
- 1960 — 120 + 15 жителей
- 1997 — 34 двора, 62 жителя
- 2013 — 12 дворов, 23 жителя